# イラン研究
イラン研究（イランけんきゅう、ペルシア語: ایران‌شناسی, ラテン文字転写: Īrānshināsī）は、東洋学の分野の1つ。イラン学とも呼ばれる。
哲学・文化人類学・考古学・歴史学の境界域にある総合・学際的な文化科学であり、現代のイラン・イスラム共和国の領域を中心としたイラン文化圏に関する知的および物質的な文化資産の研究を扱っている。主にペルシア人とその言語であるペルシア語に焦点を当てた研究に加えて、バローチ人（バローチー語）、クルド人（クルド語）、オセット人（オセット語）、タジク人（タジク語）などといったイランに居住する少数民族の文化と言語も研究対象となっている。このため、イラン研究は密接に関係しているアフガン研究・クルド研究・タジク研究との連携が欠かせない。
著名なイラン研究者には、アメリカ合衆国の東洋学者リチャード・ネルソン・フライ、イギリスのイラン学者メアリー・ボイス、ソビエト連邦における東洋学の専門家であるウラジミール・ミノルスキーらがいる。日本オリエント学会の初代会長である足利惇氏が日本におけるイラン研究の第一人者として知られ、文学研究においては蒲生礼一がその先駆けとされている。

## 参考資料
- 山岸智子「日本のイラン研究と日本中東学会（<特集> 日本中東学会30年の回顧と展望）」『日本中東学会年報』第30巻第2号、日本中東学会、2014年、151-156頁、doi:10.24498/ajames.30.2_151、ISSN 0913-7858、NAID 110009909707。